# Lepelstraat
Lepelstraat est un village situé dans la commune néerlandaise de Berg-op-Zoom (Bergen op Zoom), dans la province du Brabant-Septentrional. En 2009, le village comptait environ 2 300 habitants.